# 중국과기대학
중국과기대학(中國科技大學, China University of Technology)은 중화민국 타이베이시 원산 구에 있는 사립 과기대학이다. 1965년 설립되었다.